# Rochefort (Savoie)
Pour les articles homonymes, voir Rochefort.
Rochefort est une commune française située dans le département de la Savoie, en région Auvergne-Rhône-Alpes.

## Urbanisme

### Typologie
Au 1er janvier 2024, Rochefort est catégorisée commune rurale à habitat très dispersé, selon la nouvelle grille communale de densité à sept niveaux définie par l'Insee en 2022.
Elle est située hors unité urbaine. Par ailleurs la commune fait partie de l'aire d'attraction de Chambéry, dont elle est une commune de la couronne,. Cette aire, qui regroupe 115 communes, est catégorisée dans les aires de 200 000 à moins de 700 000 habitants,.

### Occupation des sols
L'occupation des sols de la commune, telle qu'elle ressort de la base de données européenne d’occupation biophysique des sols Corine Land Cover (CLC), est marquée par l'importance des territoires agricoles (73,4 % en 2018), une proportion identique à celle de 1990 (73,4 %). La répartition détaillée en 2018 est la suivante : 
zones agricoles hétérogènes (34,5 %), prairies (27,8 %), forêts (26,6 %), terres arables (11,1 %).
L'IGN met par ailleurs à disposition un outil en ligne permettant de comparer l’évolution dans le temps de l’occupation des sols de la commune (ou de territoires à des échelles différentes). Plusieurs époques sont accessibles sous forme de cartes ou photos aériennes : la carte de Cassini (XVIIIe siècle), la carte d'état-major (1820-1866) et la période actuelle (1950 à aujourd'hui).

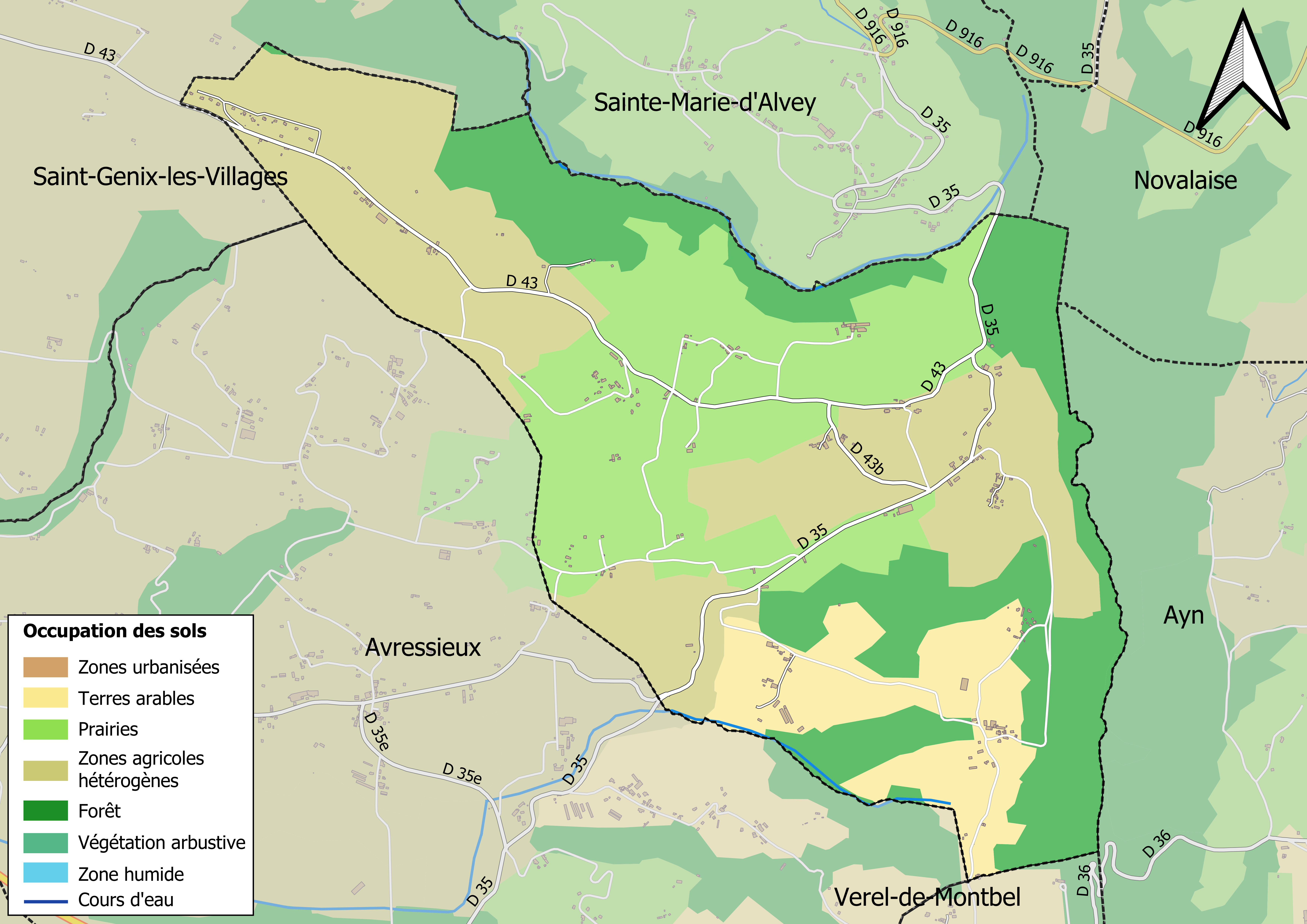
Carte des infrastructures et de l'occupation des sols en 2018 (CLC) de la commune.
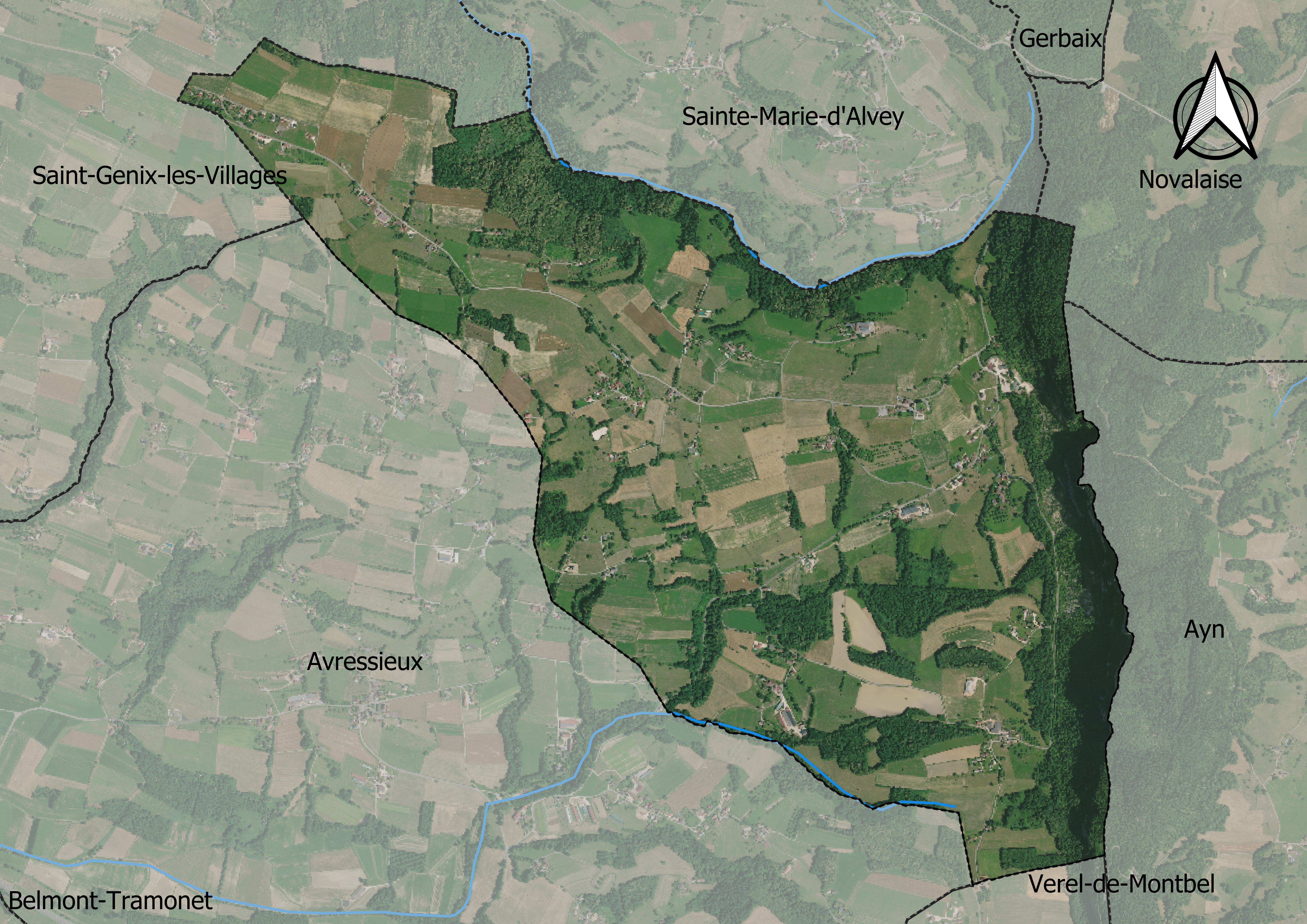
Carte orthophotogrammétrique de la commune.

## Toponymie
Le nom de Rochefort apparaît dans les documents médiévaux sous la forme Rochafort, au XIIe siècle. Le toponyme est issu du mot francoprovençal rochi désignant une roche, un château fort, associé à l'adjectif féminin fort.
En franco-provençal, le nom de la commune s'écrit Roshfô, selon la graphie de Conflans.

## Histoire
La seigneurie est inféodée à Jean Grimaldi, baron de Beuil, après qu'il eut fomenté la dédition du comté de Nice à la maison de Savoie.
Lieu de capture de Louis Mandrin, une ferme fortifiée (ou château), par les troupes des fermiers généraux français passés illégalement en Savoie.
Au cours de la période d'occupation du duché de Savoie par les troupes révolutionnaires françaises, à la suite du rattachement de 1792, les communes de Rochefort et de Sainte-Marie-d'Alvey appartenaient au canton de Saint-Genix, au sein du département du Mont-Blanc.

## Politique et administration
| Période                                  | Période   | Identité        | Étiquette      | Qualité |
| ---------------------------------------- | --------- | --------------- | -------------- | ------- |
| mars 2008                                | mars 2014 | Gilbert Cloppet | PCF            |         |
| mars 2014                                | en cours  | Joëlle Rubaud   | sans étiquette |         |
| Les données manquantes sont à compléter. |           |                 |                |         |

## Population et société

### Démographie
Les habitants de la commune sont appelés  les Rochefoliars.

L'évolution du nombre d'habitants est connue à travers les recensements de la population effectués dans la commune depuis 1793. Pour les communes de moins de 10 000 habitants, une enquête de recensement portant sur toute la population est réalisée tous les cinq ans, les populations de référence des années intermédiaires étant quant à elles estimées par interpolation ou extrapolation. Pour la commune, le premier recensement exhaustif entrant dans le cadre du nouveau dispositif a été réalisé en 2007.

En 2022, la commune comptait 250 habitants, en évolution de +11,61 % par rapport à 2016 (Savoie : +3,63 %, France hors Mayotte : +2,11 %).
| 1793 | 1800 | 1806 | 1822 | 1838 | 1848 | 1858 | 1861 | 1866 |
| ---- | ---- | ---- | ---- | ---- | ---- | ---- | ---- | ---- |
| 361  | 395  | 412  | 390  | 510  | 514  | 449  | 442  | 412  |

| 1872 | 1876 | 1881 | 1886 | 1891 | 1896 | 1901 | 1906 | 1911 |
| ---- | ---- | ---- | ---- | ---- | ---- | ---- | ---- | ---- |
| 389  | 402  | 422  | 410  | 405  | 364  | 364  | 364  | 314  |

| 1921 | 1926 | 1931 | 1936 | 1946 | 1954 | 1962 | 1968 | 1975 |
| ---- | ---- | ---- | ---- | ---- | ---- | ---- | ---- | ---- |
| 280  | 242  | 223  | 223  | 190  | 166  | 152  | 143  | 148  |

| 1982 | 1990 | 1999 | 2006 | 2007 | 2012 | 2017 | 2022 | - |
| ---- | ---- | ---- | ---- | ---- | ---- | ---- | ---- | - |
| 120  | 152  | 175  | 199  | 202  | 196  | 232  | 250  | - |

### Enseignement
La commune est rattachée à l'académie de Grenoble.

## Culture locale et patrimoine

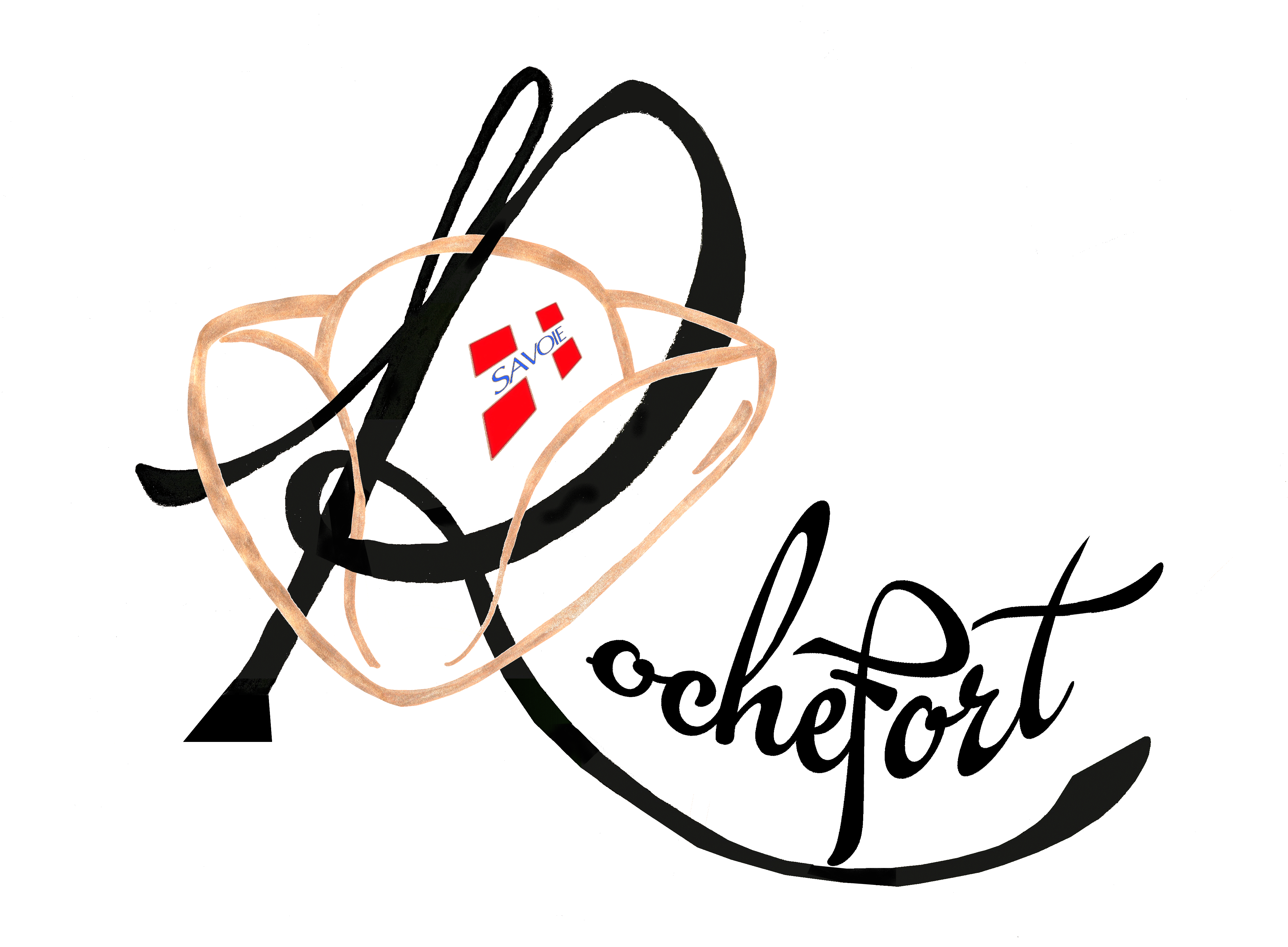
Logo

### Lieux et monuments
- Belle église avec deux superbes cadrans solaires, dont l'un comporte une énigme liée à un événement local. Maître d’œuvre : J.-P. Blazin.
- L'église Saint-Blaise.
- Le château de Rochefort, où fut arrêté Louis Mandrin en 1755.

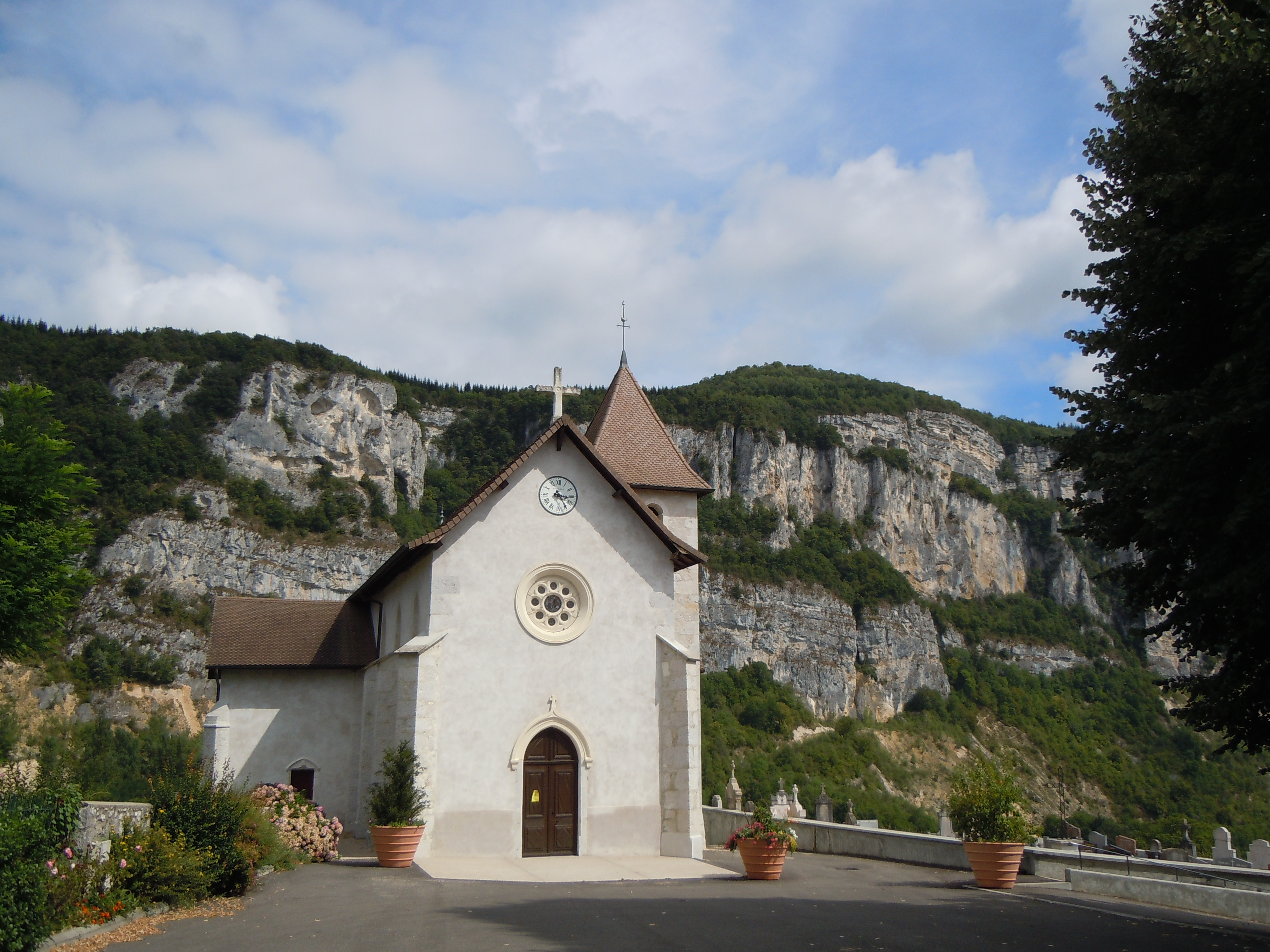
L'église Saint-Blaise.
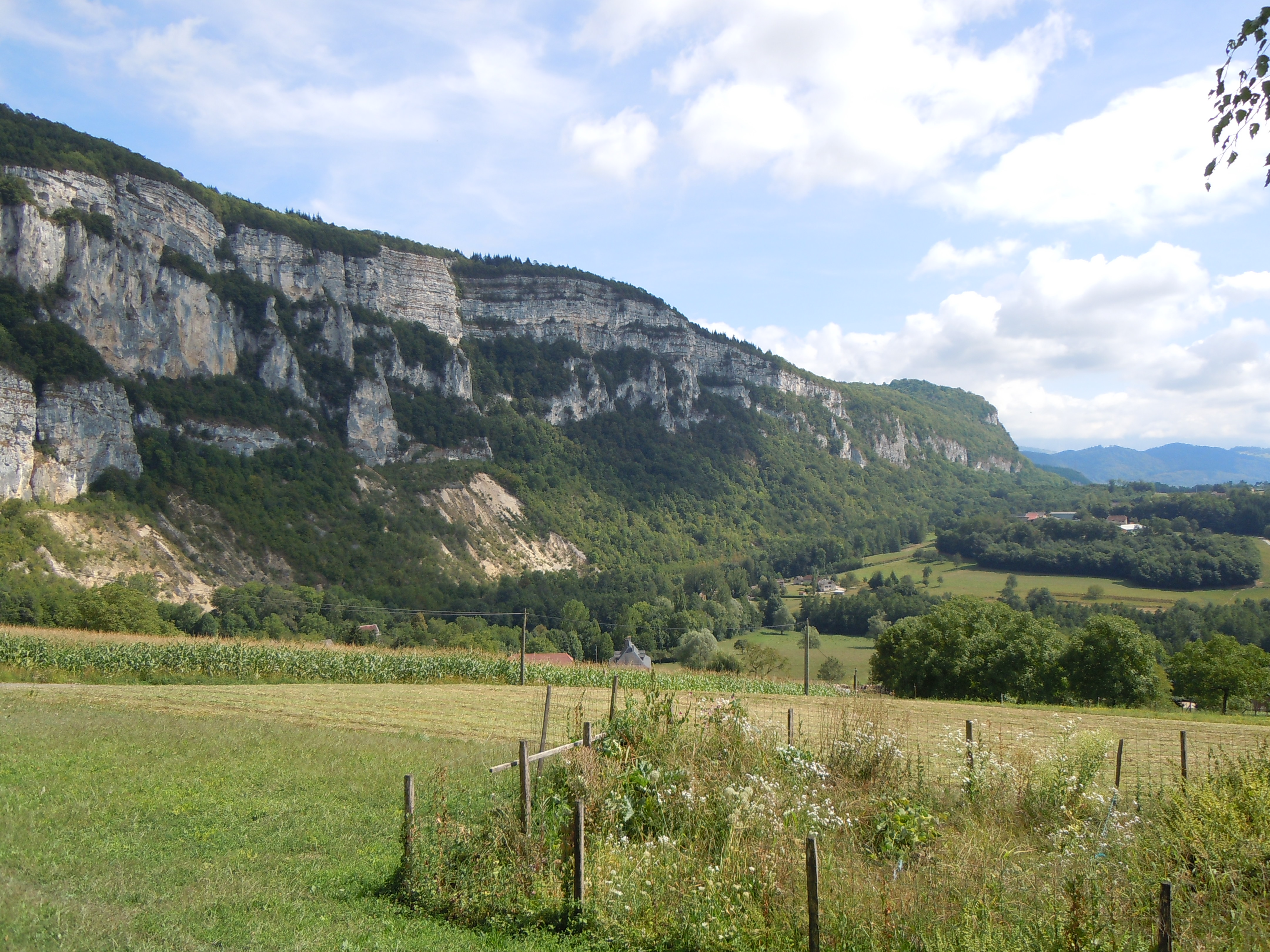
Falaises du col de la Crusille et du col du Banchet.
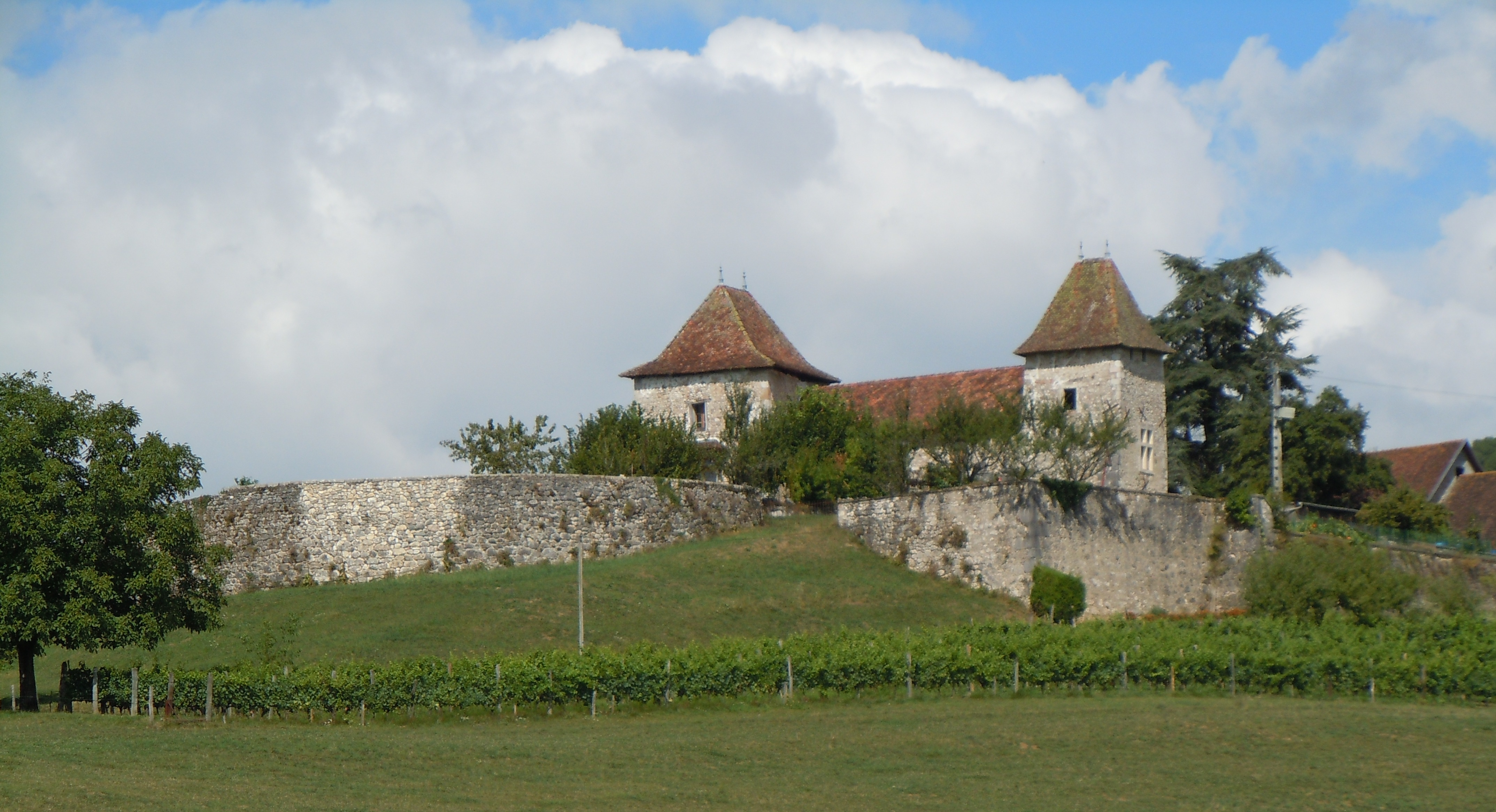
Château de Rochefort.

### Espaces naturels protégés
- Les falaises et grottes du col de la Crusille et du col du Banchet sont classées Natura 2000 et zone naturelle d'intérêt écologique, faunistique et floristique.